# 袁信義
袁信義（英語：Yuen Shun Yi，1953年—），香港武術指導和武打演員。從小出身袁家班，為香港著名武打演員、京劇武生、武術指導袁小田之子，袁和平胞弟。袁信義曾獲多次香港電影金像獎最佳動作指導提名，其中在第11屆香港電影金像獎，袁祥仁、袁信義、劉家榮以電影《黃飛鴻》獲最佳動作指導。。且和其兄弟袁祥仁一樣，十分熱衷於客串表演。

## 外部連結
- 袁信義在香港影庫上的簡介
- 袁信義在豆瓣上的资料（简体中文）
- 袁信義在时光网上的簡介（简体中文）